# Cheat Engine
Cheat Engine (CE), est un scanner à adressage mémoire, éditeur hexadécimal et débogueur open source créé par Eric Heijnen pour le système d'exploitation Microsoft Windows et macOS.
Cheat Engine est principalement utilisé pour tricher dans les jeux vidéo. Il recherche les valeurs entrées par l'utilisateur avec une grande variété d'option qui permettent à celui-ci de trouver et de trier la mémoire de l'ordinateur.
Bien qu'il soit disponible sous forme de source, ce n'est pas un logiciel libre et ouvert, du fait que sa licence contienne des restrictions au niveau de sa distribution.

## Fonctionnalités
Cheat Engine peut visualiser la mémoire désassemblée d'un processus et permettre l'ajout et/ou la modification d'états de jeu pour donner à l'utilisateur des avantages tels que de la santé, du temps ou des munitions infinies. Il dispose également de quelques outils de manipulation Direct3D, permettant de voir à travers les murs « Wallhacking » et le zoom avant/arrière « FOV changes » et avec une configuration avancée, Cheat Engine peut déplacer la souris pour amener certaines textures au centre de l'écran, ceci est couramment utilisé pour créer des aimbots. Cependant, l'utilisation principale de Cheat Engine est dans l'aspect solo des jeux, son utilisation dans des jeux multijoueur est déconseillée, son utilisation dans de tels jeu peut provoquer des bannissements.
Depuis la version 6.1, Cheat Engine peut produire des trainers de jeu à partir des tables. Bien que les trainers générés de cette manière soient généralement très grand pour l'usage auquel ils sont destinés, généralement utilisés à des fin de test, certains ont été publiés par des groupes de trainers en tant que version finale, et même certains site populaires sont entièrement basés sur des trainers CE, en raison de la facilité de création des trainers avec Cheat Engine.